# Elizabeth Winfield
Elizabeth Winfield, geb.  Burgess, ist eine ehemalige britische Biathletin.

## Karriere
Elizabeth Winfield trat in ihrer Laufbahn nicht international in Erscheinung, war aber national in den 2000er Jahren eine erfolgreiche Athletin. Ihre Erfolge feierte die Britin in erster Linie bei den Mannschaftswettkämpfen, wobei sie auch von ihren starken Mitstreiterinnen Emma Fowler und Adele Walker profitierte. 13 ihrer insgesamt 14 Medaillen gewann sie bei diesen Wettkämpfen, darunter alle zehn Titel. 2004 und 2006 gewann sie alle drei möglichen Mannschaftstitel in der Staffel, im Teamwettbewerb und mit der Militärpatrouille. Weitere Titel kamen 2005 im Team hinzu, 2007 in der Militärpatrouille sowie 2008 in Staffel und Team. Ihre einzige Einzelmedaille gewann Winfield 2004 im Massenstartwettbewerb hinter ihren Teamkameradinnen Fowler und Turner. Ab 2008 trat die Britin nicht mehr in Erscheinung.